# Xestia rufa
Xestia rufa là một loài bướm đêm trong họ Noctuidae.